# André Citroën
André-Gustave Citroën (5. veljače 1878. – Pariz, 3. srpnja 1935.), francuski inženjer nizozemskog podrijetla. Tvornica automobila Citroën nosi njegovo ime.
André-Gustave je peto i posljednje dijete nizozemskih židova Leviea Citroena i Mazre Kleinmann (Varšava, Poljska). Obitelj Citroen se 1837. preselila iz Amsterdama u Pariz i promijenila prezime u Citroën. Andréov otac je počinio samoubojstvo kad je André imao dvije godine.
André je diplomirao na École polytechnique 1900. Za vrijeme Prvog svjetskog rata počeo je masovno proizvoditi oružje. André je osnovao Citroën 1919. i time postao četvrti proizvođač u svijetu za vrijeme 1930-ih. 
Preminuo je od raka želudca 3. srpnja 1935., a pokopan je u Cimetière du Montparnasse u Parizu. U Automobilsku kuću slavnih primljen je 1998.